# Band of Joy
The Band of Joy – brytyjski zespół rockowy założony w 1966 roku w Birmingham. W jego składzie znaleźli się Robert Plant i John Bonham, przyszli członkowie Led Zeppelin.

## Historia
Grupa została założona w roku 1966 przez Roberta Planta, jednak konflikty z managerem zespołu sprawiły, że po kilku miesiącach wokalista odszedł. Próbował wtedy bez powodzenia założyć własny zespół o nazwie Band of Joy. Ostatni skład zespołu, w którym Plant występował wraz z Johnem Bonhamem, istniał od 1967 do połowy 1968 roku. The Band of Joy grał muzykę soul i bluesa. Szczególną popularnością cieszył się wśród Modsów z Birmingham. Na początku roku 1968 muzycy zarejestrowali kilka nagrań demo, lecz w maju tego samego roku zespół zakończył działalność po tym, jak nie uzyskał żadnego kontraktu płytowego.
Przez krótki czas w Band of Joy, na gitarze prowadzącej grał Dave Pegg, który w późniejszych latach grał na gitarze basowej w zespołach Fairport Convention i Jethro Tull. Gdy w 1986 roku Robert Plant zaśpiewał wraz z Fairport C. na Cropredy Festival, Pegg wspomniał, że to właśnie on wyrzucił go z zespołu.
W 1968 Robert Plant wraz z Johnem Bonhamem przyłączyli się do Led Zeppelin. Kevyn Gammond (pseudonim "Carlisle Egypt") i Paul Lockey założyli zespół grający country-rocka o nazwie Bronco, wraz z wokalistą Jessem Rodenem, basistą Johnem Pasternakiem, perkusistą Pete Robinsonem i gitarzystą Robbiem Bluntem, muzykiem który wiele lat później towarzyszył na scenie Robertowi Plantowi. Zespół nagrał dwa albumy i zakończył karierę po poważnym wypadku samochodowym.
W 1977 roku Gammond i Lockey powrócili do pomysłu na Band of Joy i zaczęli grać wraz z Pasternakiem, Robinsonem i klawiszowcem Michaelem Chetwoodem. W 1978 r. zaprosili Planta i Bonhama do zagrania na ich albumie, lecz propozycja została odrzucona. Przed rozpadem w roku 1983 grupa wydała jeszcze swój drugi album.
W 2010 roku Robert Plant wydał album zatytułowany Band of Joy, lecz podczas sesji nagraniowych nie towarzyszył mu jednak żaden z muzyków dawnego zespołu Band of Joy. Na krążku pojawiły się m.in. utwory: Monkey i Silver Rider zespołu Low w aranżacji Planta.

## Skład z lat 1967–1968
- Robert Plant — wokal
- Kevyn Gammond — gitara, wokal
- Chris Brown — organy
- Paul Lockey — gitara basowa, gitara, wokal
- John Bonham — perkusja

## Roadies
- Noddy Holder
- Ross Crutchley
- Steven Latham (Big Bruce)
- Ben Randle

## Dyskografia
- 2003 Sixty Six to Timbuktu – kompilacja Roberta Planta, zawierająca niektóre nagrania Band of Joy